# María Francisca de Isla y Losada
María Francisca de Isla y Losada (Santiago de Compostela, 1734 - ibíd. 1808) fue una escritora y editora gallega.

## Biografía
Nació en el seno de una familia acomodada y su infancia transcurrió en el Pazo de Altamira. Fue la número seis de nueve hermanos (tres varones y seis mujeres). Se crio con su hermano y padrino, el religioso José Francisco de Isla (P. sla), con quien siempre mantuvo una relación estrecha. Creció en una ciudad clerical, universitaria e ilustrada y ser educada en ese ambiente culto y señorial influyó de manera determinante en su trayectoria. 
En 1754 se casó con Nicolás de Ayala, el administrador general de aduanas, bastante mayor que ella. No tienen descendencia y tal es su amor por su marido que sP.Isla le recomienda moderación por temor a que esa vehemencia la deje sin uso de su razón «a vehemencia do teu amor por Nicolás… pode deixar sen uso á túa despexadísima razón».
La muerte de su marido en 1774 y casi hasta su fallecimiento en 1808 está rodeada de cierta tragedia por las enfermedades, el exilio y las muertes de familiares y amigos. Parece que en esta época  vivencia el canto romántico de G. Leopardi (1798-1837): «Fratelli a un tempo stesso amore e morte» (lectura prerromántica que se puede confirmar en el Romance ao Cura de Fruíme).

## Trayectoria
Desde muy joven fue una persona curiosa y con gran interés cultural. Aunque en esta época las mujeres tenían prohibido el acceso a las aulas universitarias esto no le impidió conseguir una excelente formación. Gracias a la posición social de su familia y por medio de los jesuitas estableció relación con algunas mujeres cultas de la época como María Teresa Caamaño, María Antonia de Xesús (a «monxiña do Penedo»), María Tomasa de Xesús –escritora y poeta–, María Moscoso de Prado, María Josefa de Hermida y  Antonia Varela de Castro entre otras. Poco a poco fue creciendo su fama y llegó a ser distinguida por la Academia de Bellas Letras de Lisboa, incorporando su nombre al catálogo de socios. 
Se relacionó con los clérigos fundadores de la Real Sociedad Económica de Amigos del País (1784), como A. Páramo Somoza y A. Sánchez Vaamonde, y con el ilustrado coruñés José Cornide Saavedra. Sin embargo, María Francisca de Isla y Losada no perteneció a la Sociedad de Amigos del País porque las mujeres tenían prohibida su entrada. 
Se hizo conocida en la sociedad con el nombre de “Perla Gallega” y “Musa Compostelana”. Consiguió fama de mujer inteligente y de vivo ingenio hasta llegar a la Prensa madrileña de aquella época como una curiosidad digna de ser difundida.
A pesar de su ingenio y de los escritos que realizó, no quiso que estos perduraran y poco antes de morir, destruyó la mayor parte de sus poesías, por lo que no existen publicaciones a su nombre, tan solo recopilaciones de algunas de sus poesías y cartas. Algunas de sus composiciones están escritas en gallego (romance gallego en tono humorístico dirigido al cura de Fruíme, Diego Antonio Cernadas de Castro), en un siglo en el que no abundan las composiciones de la lengua vernácula.
Murió en su casa, en la Calle Nueva de Santiago en el año 1808, a los setenta y tres años y sin sucesión.

## Obra
Existe un estudio biográfico-literario de Carlos García Cortés (1767) -el más documentado- que divide la obra en tres dimensiones: poético-literaria, epistolar y editora.

### La poético-literaria
- Despedida de Lidia y Armindo (1770, Biblioteca Nacional de Madrid, Ms 22.058).

Se compone de tres poemas que hablan del amor y expresan la despedida de estos dos amantes -Lidia y Armindo- cuando él parte a la guerra; refleja el dolor de la mujer que sufre. Corresponde al género lírico de la poesía neoclásica. Tiene un ritmo irregular de tema amoroso y reiterativo. Está hecho durante el período de madurez de la autora, cuando ella tenía treinta y seis años de edad.
- Décima al arzobispo Bocanegra (1772)(BXUSC, Ms. 631.)
- Soneto al arzobispo Bocanegra (1772)

El poema es la respuesta de un soneto que Cernadas le escribió a la autora después de saber que Francisco Alejandro de Bocanegra y Xibaja había sido propuesto por el rey para ocupar la vacante arzobispal en Compostela. Trata el tema de su viudedad.
- Romance al Cura de Fruime (1775). Edición de C. Martínez Barbeito, BRAG, XXVIII, nn 321-25 -1957-, 17-36.

El romance refleja su estado de salud, evidenciando su situación física y psíquica tras la muerte de su marido cuatro meses antes. Fue escrito al cura de Fruime.

### La epistolar
La mayor parte de las poesías y cartas de la autora fueron destruidas por ella misma. Probablemente había sido un epistolario abundante en ejemplares escritos, aunque poco diversificado en destinatarios.

### Como editora
Se trata de los escritos de su hermano, que ella editó y publicó póstumamente, y la colaboración junto con otros escritores, como el caso de José Ignacio de Salas (seudónimo del jesuita santiagués Juan José Tolrá, conocido en el ámbito cultural compostelana y amigo de la familia Isla-Losada), en la publicación de la biografía de José Francisco de Isla.